# Stallscheune

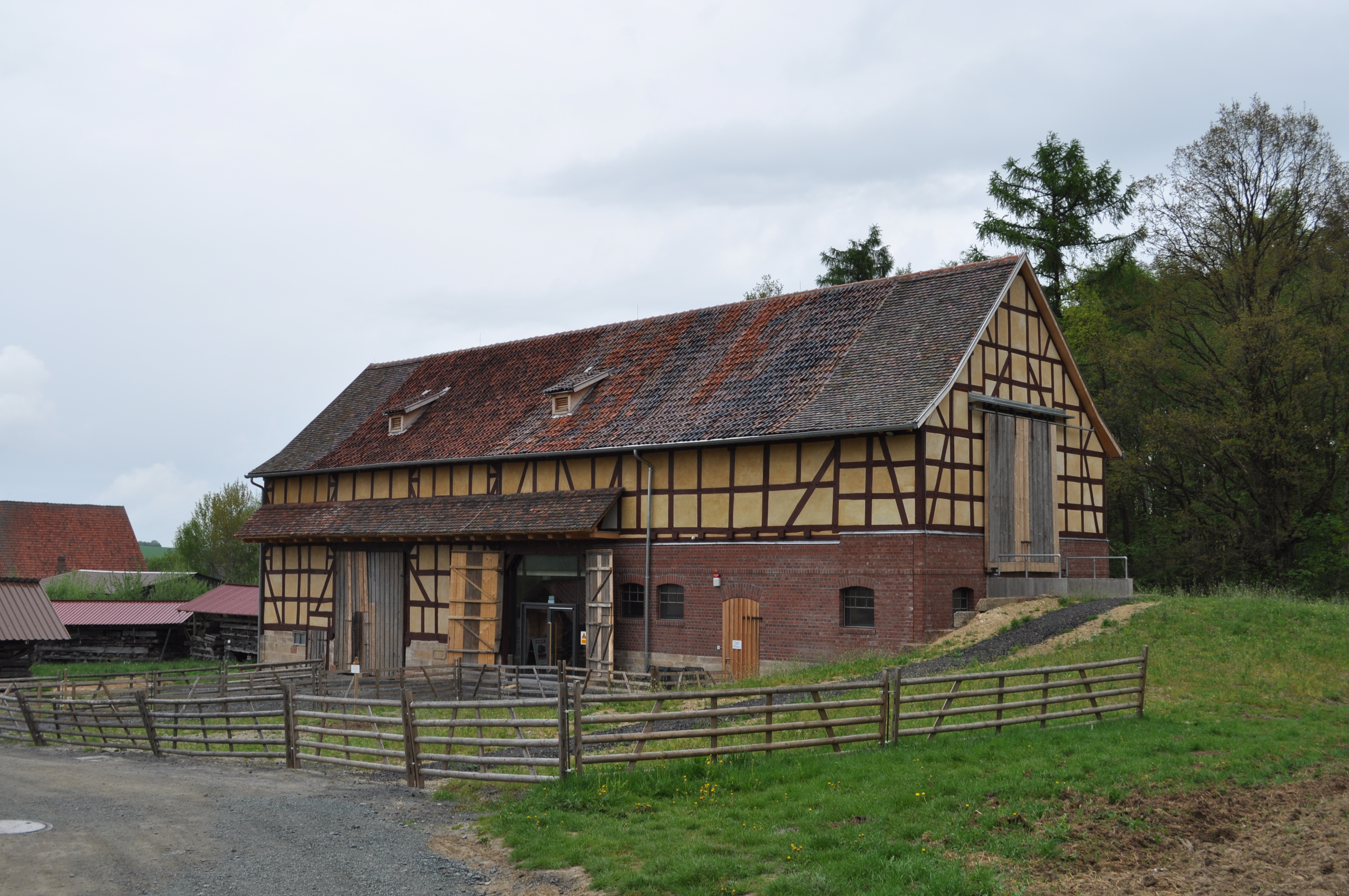
Stallscheune aus Asterode als Ausstellungshaus im Hessenpark

Eine Stallscheune ist ein Vorrats- und Wirtschaftsgebäude eines landwirtschaftlichen Betriebes, das die Funktionen des Stalls und die einer Scheune vereint, das heißt in dem sowohl Erzeugnisse wie Getreide, Stroh, oder Futter gelagert werden können, als auch ein Gebäudeteil für die Unterbringung von Vieh vorgesehen ist.